# Fresneda de Cuéllar
Fresneda de Cuéllar és un municipi de la província de Segòvia, a la comunitat autònoma de Castella i Lleó.